# 龍造寺周家
龍造寺 周家（りゅうぞうじ かねいえ/ちかいえ）は、戦国時代の武士。龍造寺隆信の実父。

## 生涯
永正元年（1504年）、龍造寺氏庶流である水ヶ江龍造寺氏の龍造寺家純の子として誕生。
叔父・龍造寺家門の養子となり、水ヶ江龍造寺家の次期当主の立場であったと思われる。しかし、天文14年（1545年）、実父や養父、実弟の純家・頼純、義弟の家泰等、他の多くの一門衆と共に粛清された。
実父と共に馬場頼周に討たれたとも、一説には実父と共に戦って敗れて逃れた後、主君の少弐氏に謝罪の使者として赴く所を殺害されたともいう。

## 系譜
- 父：龍造寺家純（1479-1545）
- 母：不詳
- 養父：龍造寺家門（?-1545）
- 正室：慶誾尼（1509-1600） - 龍造寺胤和娘
  - 長男：龍造寺隆信（1529-1584）
- 生母不明の子女
  - 女子：八戸宗暘室
  - 次男：龍造寺信周（1532-1608）
  - 女子：犬塚尚重継室 - 後横岳頼続室
  - 三男：龍造寺長信（1538-1613）